# Übergroße Koalition
Unter einer übergroßen Koalition wird in der Politikwissenschaft eine Koalition verstanden, an der mehr Parteien beteiligt sind, als für eine Regierungsmehrheit benötigt werden – im Gegensatz zu einer Minderheitsregierung oder zu einer minimalen Gewinnkoalition, an der gerade so viele Parteien beteiligt sind, wie für eine Regierungsmehrheit benötigt werden.
Solche Koalitionen kommen vor allem in Konkordanzdemokratien wie etwa der Schweiz vor, bei denen das politische Verständnis darauf beruht, möglichst viele oder alle Parteien in den legislativen Prozess einzubinden. In Konkurrenzdemokratien hingegen sind übergroße Koalitionen eher unüblich. Sie tauchen dort am ehesten bei technokratischen Übergangsregierungen in Notzeiten auf, damit diese parteipolitisch nicht gebunden sind, aber auch, wenn einfache Regierungsmehrheiten nicht mehr ausreichen, sondern größere Mehrheiten – zum Beispiel für Verfassungsänderungen – benötigt werden, oder bei relativ undisziplinierten Fraktionen, bei denen zu knappe Mehrheiten ein starkes Risiko des Scheiterns bergen.
In der Bundesrepublik Deutschland gab es auf nationaler Ebene bisher nur unter Konrad Adenauer übergroße Koalitionen. In der zweiten Legislaturperiode (1953–1957) fehlte der CDU/CSU nur ein Mandat zur absoluten Mehrheit an Abgeordneten, sie bildete dennoch eine Koalition mit der FDP, der DP und dem GB/BHE. In der dritten Legislaturperiode (1957–1961) verfügten die Unionsparteien über die absolute Mehrheit, setzten aber die Koalition mit der DP fort.
Auf Länderebene waren in der Anfangszeit der Bundesrepublik übergroße Koalitionen nicht unüblich und wurden als Konzentrationsregierungen bezeichnet. Die vorerst letzten derartigen Koalitionen gab es 1962 in Bayern, als die CSU zwar eine knappe absolute Mandatsmehrheit erreichte, aber trotzdem eine Koalition mit der Bayernpartei einging, und in Hessen, wo die SPD, ebenfalls mit einer absoluten Mehrheit versehen, die Koalition mit dem BHE (nun GDP) fortsetzte, sowie in Hamburg, wo von 1957 bis 1966 und noch einmal von 1970 bis 1974 eine übergroße sozialliberale Koalition amtierte. Auch die SPD-geführten Regierungen in Bremen waren bis 1967 in der Regel übergroße Koalitionen, zum Schluss ebenfalls sozialliberale.
Erst 2021 kam es wieder zu einer übergroßen Koalition. In Sachsen-Anhalt amtiert seit 2021 eine von CDU, SPD und FDP („Deutschland-Koalition“) gestellte Landesregierung. CDU und SPD alleine hätten eine Sitzmehrheit von lediglich einem Mandat im Landtag, daher wurde die rechnerisch mögliche schwarz-rote Koalition um die FDP erweitert.
In einigen österreichischen Bundesländern ist die Bildung übergroßer Konzentrationsregierungen durch das entsprechende Landesrecht (Proporz) vorgeschrieben.
Bei der Regierungsbildung nach der Nationalratswahl in Österreich 2024 wurde aufgrund der geringen Mehrheit einer möglichen Zweierkoalition aus Volkspartei und Sozialdemokratischer Partei von nur einem Mandat die Einbeziehung eines dritten Partners angestrebt und entsprechend zusammen mit den NEOS die Bundesregierung Stocker gebildet.